# الغيل (الشعر)

تعديل مصدري - تعديل

الغيل محلة تابعة لقرية الدخلة، التابعة لعزلة مقنع بمديرية الشعر إحدى مديريات محافظة إب في الجمهورية اليمنية.، بلغ تعداد سكانها 54 حسب تعداد اليمن لعام 2004.